# Tetraneura kalimpongensis
Tetraneura kalimpongensis är en insektsart. Tetraneura kalimpongensis ingår i släktet Tetraneura och familjen långrörsbladlöss. Inga underarter finns listade i Catalogue of Life.